# All Star Cup
All Star Cup je turnaj ligových výběrů ledního hokeje pořádaný zpočátku vedením slovenského hokeje a je obdobou All-Star Game z kanadskoamerické ligy NHL. Turnaje, jehož první ročník se odehraje v únoru 2018, se účastní výběry ze slovenské Extraligy, české Extraligy, německé Eishockey ligy a převážně rakouské EBEL.

## Systém soutěže
Zápasy hrané o 3 hráčích v poli a brankáři na každé straně se budou hrát ve formátu 2x15 minut. V českém týmu je 14 vybraných hráčů (z každého extraligového klubu jeden). Valná hromada Extraligy vybírá generálního manažera výběru, který následně vybere hráče. V prvním ročníku bude termín kolidovat s konáním Olympijských her v Pchjongčchangu a výběry tak budou omezeny o účastníky her. Vítězný výběr obdrží 25 000 eur (tedy více než 630.000 Kč). V budoucnu se počítá se střídáním pořadatelství mezi zúčastněnými stranami.